# Isovolta
Die Isovolta AG ist ein österreichisches Chemieunternehmen der Constantia Industries AG.
Das ursprünglich von Herbert Turnauer 1949 in Werndorf bei Graz in der Steiermark gegründete Unternehmen stellte und stellt elektrische Isolierstoffe aus Verbundmaterialien her. Die Firma des Unternehmens lautete Isovolta Österreichische Isolierstoffwerke Kom.Ges. H. Turnauer & Co.
Heute hat Isovolta seinen Unternehmenssitz in Wiener Neudorf im Industriegebiet Industriezentrum Niederösterreich Süd und fertigt in zahlreichen Werken im In- und Ausland Verbundwerkstoffe. Die Produktionsstätten in Österreich sind in Werndorf bei Graz und in Wiener Neudorf.
Neben Elektroisolierstoffen für Hoch-, Mittel- und Niederspannungsanwendungen werden technische und dekorative Laminate für verschiedene Industrien hergestellt.
Das Unternehmen beschäftigt ca. 1.700 Mitarbeiter (Stand 2012) und ist zu über 90 % exportorientiert.
Im Jahr 1973 erhielt das Unternehmen, damals noch im Eigentum Turnauers, die Staatliche Auszeichnung und damit das Recht das Bundeswappen im Geschäftsverkehr zu führen.
Der bis heute genutzte Marken- und Firmenname Isovolta setzt sich aus Isolierstoff und dem Namen des Forschers und Begründers der Elektrizitätslehre Alessandro Volta zusammen.

## Produkte
Die bekanntesten Produkte sind die Max-Platten, deren Produktion abgespaltet wurde und gemeinsam mit Funder die FunderMax-Marke darstellt. Eine weitere wichtige Produktsparte bildet jene der Kunststoffe für die Flugzeugkabinen. Aber auch die ursprüngliche Produktpalette von Isolierstoffen wurde beibehalten und bildet nach wie vor einen großen Teil der Produktion.